# Vin Santo

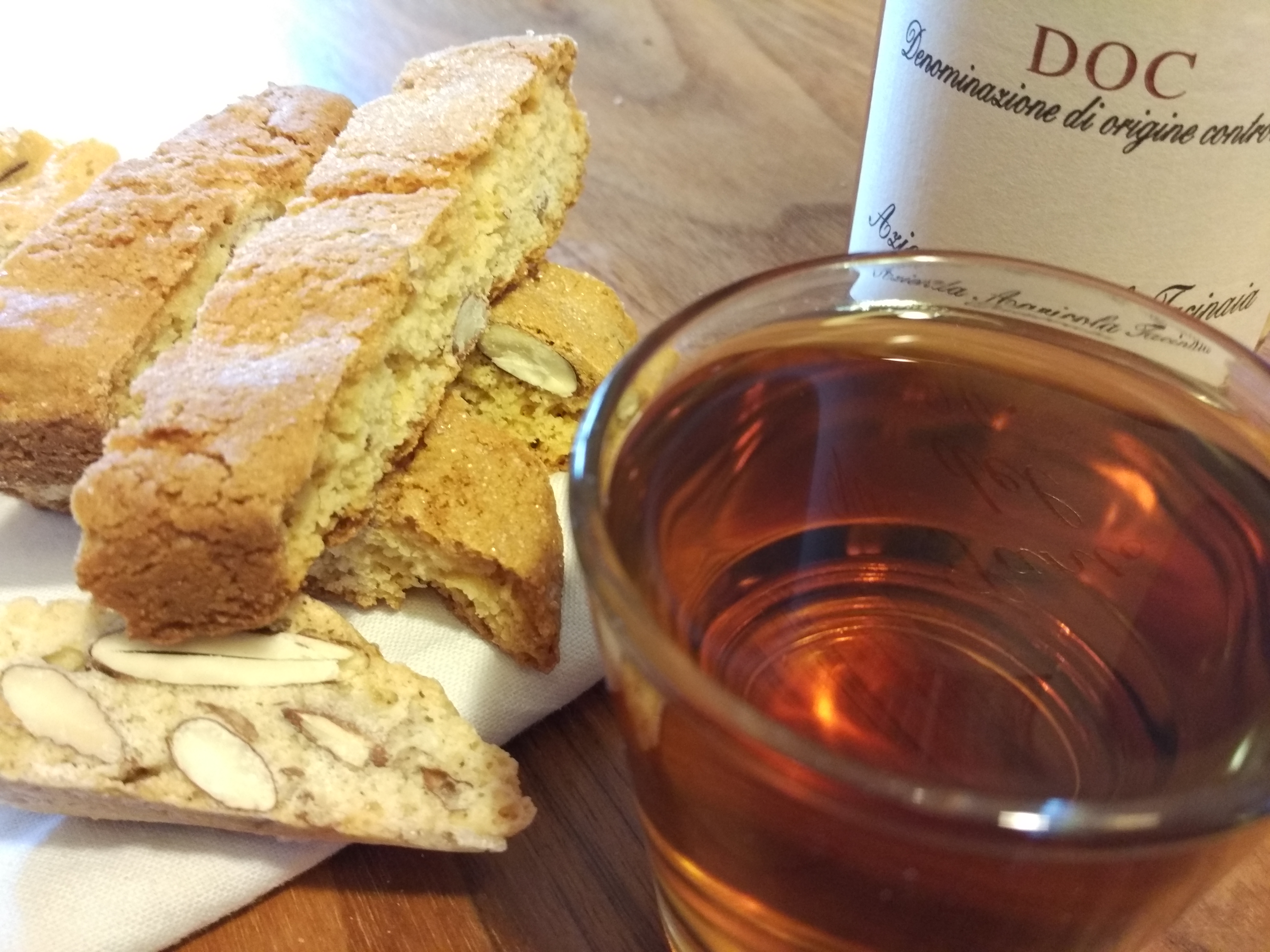
Mandelskorpor (Cantucci) och Vin Santo

Vin Santo eller Vinsanto, ('heligt vin') är ett sött dessertvin från Toscana, Italien, vanligen gjort på trebbiano- och malvasiadruvor. Vinet tillverkas på torkade druvor, och tillåts oxidera något under framställningen. Olika Vin Santo kan uppvisa stora stilvariationer sinsemellan. I vissa fall förstärks vinet med sprit, vilket innebär att Vin Santo endera kan vara ett starkvin eller ett oförstärkt vin. Graden av sötma och oxidationston kan variera mycket mellan olika tillverkare.
En del av tillverkningen består i att de sent skördade druvorna läggs att torka något på bäddar av halm för att sedan lagom till följande påsk vinifieras. Vinets 'helighet' blir därmed etablerat på grund av dess association till den stora kristna högtiden
Vin Santo dricks ofta till mandelskorpor.